# Tije (XX. dinasztia)
Tije ókori egyiptomi királyné a XX. dinasztia idején, III. Ramszesz felesége.
Tije az ún. torinói jogi papiruszról ismert, mely feljegyzi, hogy a fáraó uralkodásának végén összeesküvést szőttek a háremben, hogy megöljék Ramszeszt, és ne a kijelölt trónörökös, a fő királyné, Iszet Ta-Hemdzsert fia, hanem Tije fia, Pentawer herceg kerüljön a trónra. Az összeesküvőket elítélték, Pentawert és másokat öngyilkosságra kényszerítettek, Tije további sorsáról nincs adat. Nem tudni, III. Ramszesz az összeesküvésnek esett áldozatul, vagy más okból halt meg; kijelölt örököse követte IV. Ramszesz néven.